# 貝爾普雷里城 (伊利諾伊州)
貝爾普雷里城（英語：Bell Prairie City）是一個位於美國伊利諾伊州漢密爾頓縣的城鎮。

## 地理
貝爾普雷里城的座標為38°13′11″N 88°33′19″W / 38.21972°N 88.55528°W，而該地的平均海拔高度為144米（即472英尺）。

## 人口
根據2010年美國人口普查的數據，貝爾普雷里城的面積為1.16平方千米，當中陸地面積為1.16平方千米，而水域面積為0.00平方千米。當地共有人口54人，而人口密度為每平方千米47人。